# Leptogaster obscuripes
Leptogaster obscuripes là một loài ruồi trong họ Asilidae. Leptogaster obscuripes được Loew miêu tả năm 1862.